# Resolució 1621 del Consell de Seguretat de les Nacions Unides
La Resolució 1621 del Consell de Seguretat de les Nacions Unides fou adoptada per unanimitat el 6 de setembre de 2005. Després de recordar totes les resolucions anteriors sobre la situació a la República Democràtica del Congo, incloses les resolucions 1565 (2004) i 1592 (2005), el Consell va autoritzar l'augment temporal de la força de la Missió de les Nacions Unides a la República Democràtica del Congo (MONUC) per assistir a les pròximes eleccions.
El personal addicional es va unir a l'operació de manteniment de les Nacions Unides més gran del món, amb un total de 19.000 empleats.

## Resolució

### Observacions
El Consell va reiterar la importància de celebrar eleccions en el procés de reconciliació nacional a la República Democràtica del Congo i va instar totes les institucions de transició a assegurar-se que eren lliures i justes. Va donar la benvinguda als esforços de les autoritats congoleses per promoure el bon govern i la gestió econòmica, i va elogiar a la comunitat de donants per les seves contribucions cap a aquest procés.
També hi havia preocupació per les hostilitats a l'est del país, incloses violacions dels drets humans i del dret internacional humanitari.

### Actes
Actuant sota el Capítol VII de la Carta de les Nacions Unides, el Consell va aprovar les recomanacions del Secretari General Kofi Annan d'augmentar la mida de la MONUC en 841 persones, incloses les unitats policials. La resolució va ressaltar el caràcter temporal de l'augment, amb vista a la seva reducció des de l'1 de juliol de 2006. Les unitats addicionals donarien suport a la comissió electoral, així com assistència al govern de transició i les institucions financeres internacionals per ajudar a promoure el bon govern i gestió econòmica.